# Cmentarz żydowski w Drezdenku
Cmentarz żydowski w Drezdenku – został założony na początku XVIII wieku i zajmuje powierzchnię 0,42 ha. Wskutek dewastacji w okresie III Rzeszy nie zachowały się żadne nagrobki. W okresie powojennym na cmentarzu powstało przedszkole. 27 czerwca 2008 ustawiono w miejscu cmentarza kamień pamiątkowy. 